# Mata (Fornos de Algodres)
A Mata situa-se em Portugal e é um aldeia (lugar) da freguesia de Sobral Pichorro, concelho de Fornos de Algodres, distrito da Guarda. Destacam-se como elementos notáveis a capela de Santo António, que ainda hoje serve à realização das cerimónias religiosas da aldeia, o cruzeiro e a casa brasonada, alvo de um incêndio que a destruiu no final da década de 1960.